# Henri Pescarolo
Henri-Jacques William Pescarolo (París, 25 de septiembre de 1942), más conocido como Henri Pescarolo, es un piloto y dueño del equipo de automovilismo francés Pescarolo Sport. Venció cuatro veces en las 24 Horas de Le Mans y participó en las campañas de varios equipos oficiales en el Campeonato Mundial de Resistencia.
En su etapa formativa, Pescarolo resultó campeón de la Fórmula 3 Francesa en 1967 y subcampeón de la Fórmula 2 Europea en 1968. Debutó en Fórmula 1 en 1968, donde disputó 64 carreras hasta 1976 para los equipos Matra, March, Williams, BRM y BS. Puntuó en 12 pruebas, y su mejor resultado fue un tercer puesto en el Gran Premio de Mónaco de 1970, año en que finalizó 12.º en el campeonato.
Pescarolo brilló como piloto en el Campeonato Mundial de Resistencia, donde obtuvo 21 victorias. De ellas, logró cinco en 1973, cuatro en 1974 (para Matra) y tres en 1975 (para Alfa Romeo), contribuyendo a que ellos ganaran los títulos de marcas. Participó de las 24 Horas de Le Mans en distintos períodos entre 1966 y 1999, donde logró cuatro victorias absolutas en 1972, 1973, 1974 (para Matra) y 1984 (para Porsche), además de dos victorias de clase en 1976 y 1992. En 1991 ganó las 24 Horas de Daytona para Porsche.
Aparte de su actividad internacional, Pescarolo venció en el Campeonato de Francia de Circuitos de 1975 y 1978, y en las 24 Horas de Chamonix de 1997. Por otra parte, fue director general del programa de formación de pilotos La Filière Elf desde 1996 hasta 1999. En 1999 fundó su propio equipo de sport prototipos, Pescarolo Sport, que cerró en 2014.

## Resultados

### Fórmula 1
(Clave) (negrita indica pole position) (cursiva indica vuelta rápida)

| Año         | Escudería                              | 1      | 2       | 3      | 4       | 5       | 6       | 7       | 8       | 9       | 10      | 11      | 12      | 13      | 14     | 15     | 16  | 17  | Pos. | Puntos |
| ----------- | -------------------------------------- | ------ | ------- | ------ | ------- | ------- | ------- | ------- | ------- | ------- | ------- | ------- | ------- | ------- | ------ | ------ | --- | --- | ---- | ------ |
| 1968        | Matra Sports                           | RSA    | ESP     | MON    | BEL     | NED     | FRA     | GBR     | GER     | ITA     | CAN Ret | USA DNS | MEX 9   |         |        |        |     |     | NC   | 0      |
| 1969        | Matra Sports                           | RSA    | ESP     | MON    | NED     | FRA     | GBR     | GER 5F2 | ITA     | CAN     | USA     | MEX     |         |         |        |        |     |     | NC   | 0      |
| 1970        | Equipe Matra Elf                       | RSA 7  | ESP Ret | MON 3  | BEL 6   | NED 8   | FRA 5   | GBR Ret | GER 6   | AUT 14  | ITA Ret | CAN 7   | USA 8   | MEX 9   |        |        |     |     | 12º  | 8      |
| 1971        | Frank Williams Racing Cars             | RSA 11 | ESP Ret | MON 8  | NED 13  | FRA Ret | GBR 4   | GER Ret | AUT 6   | ITA Ret | CAN DNS | USA Ret |         |         |        |        |     |     | 17º  | 4      |
| 1972        | Team Williams Motul                    | ARG 8  | RSA 11  | ESP 11 | MON Ret | BEL NC  | FRA DNS | GBR Ret | GER Ret | AUT DNS | ITA DNQ | CAN 13  | USA 14  |         |        |        |     |     | NC   | 0      |
| 1973        | STP March Racing Team                  | ARG    | BRA     | RSA    | ESP 8   | BEL     | MON     | SWE     |         |         |         |         |         |         |        |        |     |     | NC   | 0      |
| 1973        | Frank Williams Racing Cars             |        |         |        |         |         |         |         | FRA Ret | GBR     | NED     | GER 10  | AUT     | ITA     | CAN    | USA    |     |     | NC   | 0      |
| 1974        | Team Motul BRM                         | ARG 9  | BRA 14  | RSA 18 | ESP 12  | BEL Ret | MON Ret | SWE Ret | NED Ret | FRA Ret | GBR Ret | GER 10  | AUT DNP | ITA Ret | CAN    | USA    |     |     | NC   | 0      |
| 1975        | Team Surtees                           | ARG    | BRA     | RSA    | ESP     | MON DNP | BEL     | SWE     | NED     | FRA     | GBR     | GER     | AUT     | ITA     | USA    |        |     |     | NC   | 0      |
| 1976        | Team Norev Racing with BS Fabrications | BRA    | RSA     | USW    | ESP     | BEL     | MON DNQ | SWE     | FRA Ret | GBR Ret | GER DNQ | AUT 9   | NED 11  | ITA 17  | CAN 19 | USA NC | JPN |     | NC   | 0      |
| 1977        | British Formula 1 Racing Team          | ARG    | BRA     | RSA    | USW     | ESP     | MON     | BEL     | SWE     | FRA DNP | GBR     | GER     | AUT     | NED     | ITA    | USA    | CAN | JPN | NC   | 0      |
| Referencia: |                                        |        |         |        |         |         |         |         |         |         |         |         |         |         |        |        |     |     |      |        |

### Rally Dakar
| Año     | Categoría | Vehículo    | Posición | Etapas |
| ------- | --------- | ----------- | -------- | ------ |
| 1980    | Coches    | Land Rover  | Ret.     | -      |
| 1985    | Coches    | Land Rover  | Ret.     | 3      |
| 1986    | Coches    | Range Rover | Ret.     | -      |
| 1987    | Coches    | Toyota      | Ret.     | -      |
| 1988    | Coches    | Peugeot     | 18.º     | 3      |
| 1997    | Coches    | Toyota      | 25.º     | -      |
| 1998    | Coches    | Chevrolet   | Ret.     | -      |
| 1999    | Coches    | Nissan      | 11.º     | -      |
| 2000    | Coches    | Nissan      | 9.º      | -      |
| 2001    | Coches    | Nissan      | 17.º     | -      |
| 2003    | Coches    | Nissan      | 28.º     | -      |
| 2006    | Coches    | Buggy       | Ret.     | -      |
| Fuente: |           |             |          |        |